# Acto de expresión interna
Acting in o acto de expresión interna, es un término perteneciente al área de la psicología, al que, con el paso de los años, se le han otorgado varios significados y, habitualmente, se utiliza en contraposición al término acting out o “paso al acto”, para referirse a conflictos traídos dentro de terapia, en lugar de fuera de esta.
Una persona, notando la variedad de sus usos, señala que a menudo "no está claro si 'in (interna)' se refiere a la internalización en la personalidad, al desarrollo del discernimiento interno, o al acto de expresión dentro de la sesión terapéutica".

## Pacientes
En relación con los pacientes, el término ‘acting in’ (o “acto de expresión interna”), hace alusión al proceso por el cual un cliente/paciente trae al interior de la situación analítica un problema externo a la terapia, realizando el acto de expresión en base a ello.
Ante tal situación, se le recomienda al terapeuta responder de manera inmediata para prevenir un acto de expresión mayor y más perjudicial.
Hanna Segal logró distinguir un acto de expresión interna positivo de un acto de expresión interna negativo, sin embargo, ambos tienen como objetivo afectar el estado anímico del psicoanalista, ya sea para comunicar o para confundir.

### Postura
El término fue utilizado por Meyer A. Zeligs en el año 1957, para hacer referencia a la toma de decisiones por parte de los analistas en una sesión psicoanalítica.

## Terapeutas
El psicoanálisis también describe el ‘acting in’ como aquel proceso en el que el analista trae su propia contratransferencia al interior de la situación analítica en lugar de la transferencia del paciente, como lo que sucedería en el caso de su contraparte, el acting out o paso al acto.
Se coincide en que como resultado se produce una situación analítica caótica que dificulta el proceso terapéutico.
No obstante, el término se empleó, más bien, de forma muy diferente por Carl Whitaker en los años sesenta, para referirse a la técnica por la cual los terapeutas incrementaban sus intervenciones en una sesión de tal manera que aumentaban la ansiedad del paciente con fines terapéuticos.

## Para más lectura
- Adam Blatner, Acting in (1996)
- Patrick Carnes, Don't Call It Love (1991)
- L. E. Abt/S. L. Weissman, Acting out (1996)